# Video analogico
Il video analogico è un tipo di video trasportato tramite un segnale analogico. Il segnale contiene sia le informazioni di luminanza che quelle di crominanza, che possono essere sia combinate insieme, come nel caso del video composito, che separate, come nel video a componenti.
Altri sistemi analogici invece prevedono la suddivisione dell'immagine nei tre colori primari, come l'RGB.

## Descrizione
Il video analogico è usato tanto nelle apparecchiature domestiche quanto nel campo professionale, con diversi risultati qualitativi a seconda della componentistica impiegata, ma anche del tipo di segnale, in quanto cambia la quantità delle informazioni che i diversi sistemi analogici possono trasportare, la differenza tra i vari sistemi è anche nel modo in cui viene gestito il segnale video, in particolar modo i livelli di tensione operativa per i vari canali e la modulazione del segnale in questi range.

## Problemi
La complessità del sistema di sincronismo del segnale, può generare problemi nel visualizzare l'immagine, per esempio con un errato sincronismo verticale si può vedere l'immagine spostata di mezzo fotogramma in alto, e quindi si vedrà la metà superiore del video nella parte bassa dello schermo, mentre la metà inferiore nella parte alta. mentre nel caso di perdita del segnale orizzontale, l'immagine risulterà come stirata dalla parte superiore in un lato e dalla parte inferiore dal lato opposto, facendo inclinare le figure verticali.

## Futuro
Per via della qualità generalmente maggiore, e soprattutto per la più facile gestione dei segnali, entrambi i mercati sono in fase di avanzata transizione verso l'uso di segnali digitali, su diversi formati e interfacce di trasmissione, quali SDI, Firewire, HDMI e DVI.